# Списак падежа
Ово је списак падежа који се користе у разним флексивним језицима који имају деклинацију.

## Падежи који се односе на време и место
Белешка: падежи који се користе за локацију и кретање могу да се користе и за време.

### Локација
| Падеж        | Употреба            | Пример              | У језицима |
| ------------ | ------------------- | ------------------- | --- |
| Адесив       | суседство           | близу/код/крај куће | естонски \| литвански \| тлингитски \| мађарски \| фински |
| Инесив       | негде, у нечему     | у кући              | ерзјански \| естонски \| осетински \| мађарски \| фински |
| Локатив      | локација            | у кући              | белоруски \| бенгалски \| инарски самски \| летонски \| латински \| литвански \| пољски \| руски \| санскрит \| северносамски \| словачки \| словеначки \| српски \| тлингитски \| турски \| мађарски (само за стара имена неких градова) \| украјински \| хрватски \| чешки \| црногорски |
| Пертингентив | у контакту са нечим | сеже до куће        | тлингитски |
| Субесив      | испод нечега        | испод куће          | цезијски |
| Супересив    | на (врху)           | на врху куће        | мађарски \| осетински |

### Кретање од
| Падеж   | Употреба                              | Пример          | У језицима |
| ------- | ------------------------------------- | --------------- | --- |
| Аблатив | удаљавање                             | ван куће        | ерзјански \| естонски \| инуктитутски \| латински \| осетински \| санскрит \| тлингитски \| турски \| мађарски \| фински |
| Делатив | кретање по површини                   | од крова куће   | мађарски |
| Егресив | обележава почетак кретања или времена | почевши од куће | удмуртски |
| Елатив  | изван нечега                          | изван куће      | ерзјански \| естонски \| мађарски \| фински                                                                              |

### Кретање ка
| Падеж      | Употреба                                                                            | Пример              | У језицима                                                                                 |
| ---------- | ----------------------------------------------------------------------------------- | ------------------- | ------------------------------------------------------------------------------------------ |
| Алатив     | у мађарском и финском језику: кретање ка или близу нечега фински: кретање по нечему | по кући врх куће    | ерзјански \| естонски \| литвански \| тлингитски \| турски \| мађарски \| фински           |
| Илатив     | кретање у нешто                                                                     | у кућу              | ерзјански \| естонски \| инарски самски \| литвански \| северносамски \| мађарски\| фински |
| Латив      | кретање према нечему                                                                | према кући          | ерјански \| турски \| фински                                                               |
| Сублатив   | кретање по површини или испод нечега                                                | по кући; испод куће | мађрски                                                                                    |
| Терминатив | означава крај кретања или времена                                                   | до (саме) куће      | естонски \| мађрски                                                                        |

### Кретање по или преко
| Падеж      | Употреба            | Пример                            | У језицима                                    |
| ---------- | ------------------- | --------------------------------- | --------------------------------------------- |
| Пролатив   | кретање по површини | преко куће                        | ерзјански \| естонски \| тлингитски \| фински |
| Просекутив | преко или дуж       | дуж пута                          | гренландски                                   |
| Вијалис    | уз помоћ            | уз помоћ куће, користећи се кућом | инуктитутски                                  |

### Преглед основних падежа
|           | унутрашњост | површина   | суседство |
| од        | Елатив      | Делатив    | Аблатив   |
| унутар    | Инесив      | Суперсесив | Адесив    |
| ка унутра | Илатив      | Сублатив   | Алатив    |
| преко     | Перлатив    | Пролатив   | Перлатив  |

## Морфосинтаксичко слагање
| Падеж                  | Употреба | Пример                                          | У језицима |
| ---------------------- | --- | ----------------------------------------------- | --- |
| Апсолутив (1)          | објекат радње | гурнуо је врата и она су се отворила            | баскијски |
| Апсолутив (2)          | ненамерни објекат радње | она је прешла лед; он се оклизнуо               | активни језици |
| Апсолутив (3)          | објекат радње; инструмент | гурнуо је врата руком и она се отворише         | инуктитутски |
| Акузатив (1)           | објекат радње | она је отворила врата                           | арапски \| немачки \| ерзјански \| есперанто \| инарски самски \| латински \| литвански \| пољски \| руски \| санскрит \| северносамски \| словачки \| словеначки \| српски \| мађарски \| фински \| украјински \| хрватски \| чешки \| црногорски |
| Акузатив (2)           | предмет преносног глагола; направљен од; за; за време                                                                           | Ја гледам њега                                  | инуктитутски \| персијски \| турски \| српски \| црногорски |
| Ергатив                | вршитељ | он гурну врата и она се отворише                | баскијски \| грузијски \| самоански \| тлингитски \| чеченски |
| Ергатив-генитив        | вршитељ, власник | Он је гурнуо врата и она се отворише; њено куче | инуктитутски |
| Инструментал           | инструмент, одговор на питање са чим?                                                                                           | са кућом                                        | белоруски \| грузијски \| литвански \| пољски \| руски \| санскрит \| словачки \| словеначки \| српски \| украјински \| хрватски \| чешки \| црногорски                                                                                            |
| Инструментал-комитатив | инструмент | кућом                                           | тлингитски \| мађарски |
| Инструктив             | начин, одговор на питање како?                                                                                                  | уз помоћ куће                                   | естонски (ретко) \| фински |
| Номинатив (1)          | вршитељ | Он гурну врата и она се отворише                | номинативно-акузативни језици |
| Номинатив (2)          | вршитељ; намерни објекат | Он гурну врата и она се отворише; она застаде   | номинативно-апсолутивни језици |
| Објектив (1)           | директан или индиректан глаголски објекат                                                                                       | Видео сам је; Дао сам јој књигу.                | бенгалски |
| Објектив (2)           | директан или индиректан глаголски објекат или предмет предлога; универзални падеж за све ситуације изузев номинатива и генитива | Видео сам је; Дао сам јој књигу. Са њом         | енглески \| дански \| шведски |
| Посредни падеж         | универзални падеж; све ситуације осим номинатива                                                                                | које се тичу куће                               | хинди |
| Пасивни падеж          | предмет непрелазног глагола или логички додатак прелазног глагола                                                               | Врата се отворише                               | кавкаски језици |

## Однос
| Падеж                | Употреба                     | Пример                    | У језицима |
| -------------------- | ---------------------------- | ------------------------- | --- |
| Аблатив              | универзални индиректни падеж | који се тиче куће         | инуктитутски \| латински \| литвански |
| Бенефактив           | намењено за                  | за кућу                   | баскијски \| кечуа |
| Кузал                | зарад, порад                 | зарад куће                | кечуа |
| Каузал-финал         | циљ                          | за кућу                   | мађарски |
| Комитатив            | у друштву некога или нечега  | са кућом                  | естонски \| инарски самски \| северносамски \| фински |
| Датив                | означава правац или примаоца | кући                      | белоруски \| немачки \| грузијски \| ерзјански \| инуктитутски \| латински \| литвански \| осетински \| пољски \| румунски \| руски \| санскрит \| словачки \| словеначки \| српски \| хинди \| мађарски \| украјински \| хрватски \| чешки \| црногорски                                                                         |
| Дистрибутив          | расподела на делове          | по кући                   | мађарски \| фински |
| Дистрибутив-темпорал | колико често се нешто дешава | дневно; петком            | мађарски \| фински |
| Генитив              | приказује однос, припадање   | куће                      | арапски \| белоруски \| бенгалски \| немачки \| грузијски \| грчки \| дански \| ерзјански \| естонски \| инарски самски \| ирски \| латински \| литвански \| пољски \| румунски \| руски \| санскрит \| северносамски \| словачки \| словеначки \| српски \| украјински \| фински \| холандски \| хрватски \| чешки \| црногорски |
| Власнички падеж      | нечије власништво            | кућа је нечије власништво | тлингитски |
| Посесив              | директно поседовање          | поседовање куће           | енглески \| квенија |
| Социјатив            | заједно са нечим             | са кућом                  | осетински \| мађарски |

## Семантика
| Падеж           | Употреба                                           | Пример                           | У језицима |
| --------------- | -------------------------------------------------- | -------------------------------- | --- |
| Партитив        | користи се за бројеве и количине                   | три куће                         | естонски \| инарски самски \| руски \| фински |
| Предлошки падеж | када извесни предлози претходе именицама           | у/на/около куће                  | чешки, пољски, руски, словачки, украјински (белешка: овај падеж се зове локал у чешком и словачком, місцевий у украјинском, и у пољском)                                                                                              |
| Вокатив         | се користи за обраћање некоме, са или без предлога | Еј, планино! O планино! Планино! | арапски \| белоруски (ретко) \| бугарски \| грузијски \| грчки \| ирски \| латински \| литвански \| македонски \| пољски \| румунски \| руски (ретко) \| санскрит \| српски \| украјински \| хинди \| хрватски \| чешки \| црногорски |

## Стање
| Падеж       | Употреба                        | Пример            | У језицима                                                                               |
| ----------- | ------------------------------- | ----------------- | ---------------------------------------------------------------------------------------- |
| Абесив      | одсуство нечега                 | без куће          | ерзјански \| естонски \| инарски самски \| фински                                        |
| Есив        | привремени састав               | као кућа          | естонски \| инарски самски \| инуктитутски \| северносамски \| средњoегипатски \| фински |
| Есив-формал | означава састав као својство    | као кућа          | мађарски                                                                                 |
| Есив-модал  | означава састав као својство    | као кућа          | мађарски                                                                                 |
| Ексесив     | означава период од настанка     | од настанка куће  | естонски \| фински                                                                       |
| Формал      | означава састав као својство    | као кућа          | мађарски                                                                                 |
| Транслатив  | промена једног својства у друго | претварање у кућу | ерзјански \| естонски \| мађарски \| фински                                              |